# ISO 3166-2:MO
ISO 3166-2:MO — стандарт — Международной организации по стандартизации, который определяет геокоды. Является подмножеством стандарта ISO 3166-2, относящимся к Макао. Стандарт охватывает территорию специального административного района Макао. Код состоит из кода Alpha2 по стандарту ISO 3166-1 для Макао — MO. Одновременно Макао присвоен геокод второго уровня — CH-92 как специальному административному району КНР. Геокод являются подмножеством кода домена верхнего уровня — MO, присвоенного Макао в соответствии со стандартами ISO 3166-1.

## Геокоды Макао
| Название | Alpha2 | Alpha3 | цифровой | Геокод по ISO 3166-2 | Статус                             |
| -------- | ------ | ------ | -------- | -------------------- | ---------------------------------- |
| Макао    | MO     | MAC    | 446      | CN-92                | специальный административный район |

## Геокоды пограничных Макао государств
- КНР — ISO 3166-2:CN (на севере).